# Ministerio de Industrias y Trabajo
El Ministerio de Industrias y Trabajo fue un antiguo ministerio colombiano, creado en 1934, producto de la división del Ministerio de Industrias y desapareció al fusionarse con este en 1938 en el Ministerio de Economía Nacional. 

## Historia
El Ministerio de Industrias y Trabajo fue creado el 29 de mayo de 1934, durante la administración del presidente Enrique Olaya Herrera, como consecuencia de la puesta en práctica de la Ley 100 de 1931, que ordenaba que el Ministerio de Agricultura y Comercio, antecesor del Ministerio de Industrias, fuera restaurado; el Ministerio de Industrias y Trabajo fue creado para poder continuar aplicando las políticas de fomento industrial que se estaban llevando a cabo desde el Gobierno. Cabe mencionar que la ley tardó tres años en implementarse debido a la invasión que efectuó Perú de Colombia.
Mediante el decreto 205 del 30 de enero de 1937, el presidente Alfonso López Pumarejo reorganizó los despachos del Poder Ejecutivo nacional, quitándole así al Ministerio de Industrias y Trabajo el control sobre Dirección General de tierras, aguas y bosques, que pertenecía al Ministerio de Agricultura, a la vez que puso bajo su control al Departamento de Comercio, hasta entonces bajo control del Ministerio de Agricultura, y a la Administración de las Salinas Terrestres y Marítimas, y de las Minas de Muzo, Coscuez, Supía y Marmato, hasta entonces bajo poder del Ministerio de Hacienda y Crédito Público.
La existencia del ministerio resultó efímera, pues mediante la aprobación de la Ley 96 del 6 de agosto de 1938, el Congreso de la República ordenó la fusión de este ministerio y del de Agricultura y Comercio en uno solo llamado Ministerio de Economía Nacional, lo cual se hizo efectivo al día siguiente. Sin embargo, el nuevo ministerio no asumió todas las funciones del Ministerio de Industrias y Trabajo, pues una porción pasaron a ser jurisdicción del Ministerio del Trabajo, Higiene y Previsión Social.

## Listado de Ministros
La siguiente es la lista de personas que ocuparon aquella posición en el Gobierno de Colombia: 
| N.° | Ministro                   | Inicio                   | Final                    | Presidente             | Ref.  |
| --- | -------------------------- | ------------------------ | ------------------------ | ---------------------- | ----- |
| 8°  | Gonzalo Restrepo Gutiérrez | 2 de abril de 1938       | 7 de agosto de 1938      | Alfonso López Pumarejo | [ 3 ] |
| 7°  | Antonio Rocha Alvira       | 4 de junio de 1937       | 2 de abril de 1938       | Alfonso López Pumarejo | [ 3 ] |
| 6°  | Alejandro Bernate          | 27 de febrero de 1937    | 4 de junio de 1937       | Alfonso López Pumarejo | [ 3 ] |
| 5°  | Benito Hernández Bustos    | 19 de julio de 1936      | 27 de febrero de 1937    | Alfonso López Pumarejo | [ 3 ] |
| 4°  | Gerardo Martínez Pérez     | 24 de septiembre de 1935 | 19 de julio de 1936      | Alfonso López Pumarejo | [ 3 ] |
| 3°  | Benito Hernández Bustos    | 3 de enero de 1935       | 24 de septiembre de 1935 | Alfonso López Pumarejo | [ 3 ] |
| 2°  | León Cruz Santos           | 7 de agosto de 1934      | 3 de enero de 1935       | Alfonso López Pumarejo | [ 3 ] |
| 1°  | Francisco José Chaux       | 29 de mayo de 1934       | 7 de agosto de 1934      | Enrique Olaya Herrera  | [ 4 ] |

### Ministros encargados
| Nombre                  | Fecha de designación | Cargo              | Presidente             | Ref.  |
| ----------------------- | -------------------- | ------------------ | ---------------------- | ----- |
| Benito Hernández Bustos | 11 de abril de 1936  | Ministro de Guerra | Alfonso López Pumarejo | [ 3 ] |